# Mets Mantash
Mets Mantash (in armeno Մեծ Մանթաշ?) è un comune di 2 143 abitanti (2008) della provincia di Shirak in Armenia.